# Euchontha commixta
Euchontha commixta är en fjärilsart som beskrevs av W. Warren 1904. Euchontha commixta ingår i släktet Euchontha och familjen tandspinnare. Inga underarter finns listade i Catalogue of Life.